# Tanya Lahdenranta
Tanya Lahdenranta (ur. 18 kwietnia 1986 r.) – kanadyjska wioślarka.

## Osiągnięcia
- Mistrzostwa Świata – Poznań 2009 – czwórka podwójna wagi lekkiej – 4. miejsce[1].